# جورج ويلان
جورج ويلان (بالإنجليزية: George Whelan)‏ هو لاعب رماية جنوب أفريقي، ولد في 6 مايو 1859 في كاندي في سريلانكا، وتوفي في 12 نوفمبر 1938 في ديربان في جنوب أفريقيا.

## وصلات خارجية
- جورج ويلان على موقع الاتحاد الدولي (الإنجليزية)
- جورج ويلان على موقع اللجنة الأولمبية الدولية (الإنجليزية)
- جورج ويلان على موقع أوليمبيديا (الإنجليزية)